# 阿普爾頓鎮區 (克拉克縣)
阿普爾頓鎮區（英語：Appleton Township）為位在美國堪薩斯州克拉克縣的鎮區。2010年美国人口普查中該鎮區人口有940人。

## 地理
阿普爾頓鎮區涵蓋面積631.7平方（243.9平方英里），境內擁有一座城鎮：明尼奧拉。

### 墓園
根據美國地質調查局的資料，此鎮區僅有1座墓園：
- 明尼奧拉墓園（Minneola Cemetery）

### 溪流
通過此鎮區的溪流有：
- 布賴特溪（Brites Creek）
- 哈克伯里溪（Hackberry Creek）
- 哈吉斯溪（Hargis Creek）
- 西蒙斯溪（Simmons Creek）

## 人口統計
根據2010年美國人口普查，阿普爾頓鎮區人口有940人，人口密度為1.49人/平方公里。種族方面，94.36%為白人；0%為非裔美洲人；0.43%為美洲原住民；0.96%為亞洲人；0.11%為太平洋島民；1.7%為其他種族；另外有2.45%為兩個或以上的種族。而西班牙裔美國人或拉丁美洲人佔該鎮區人口的5.11%。

## 外部連結
- US-Counties.com
- City-Data.com （页面存档备份，存于）